# 1-біт архітектура
Однобітова комп'ютерна архітектура являє собою архітектуру системи команд для процесора, який має операційний автомат та регістри процесора, в 1 біт (1/8 октету) завширшки.
Прикладом однобітової архітектури, яка  насправді представляється як процесор, є процесор для Motorola MC14500B. Також існує декілька проєктних досліджень про однобітову архітектуру в наукових колах, та, відповідно, однобітову логіку можна знайти в програмуванні. 
Більшість калькуляторів використовували бітовий серійний дизайн, перш ніж перейти на чотирибітові, а пізніше й тридцятидвобітові процесори. 
Інші приклади однобітової архітектури це програмовані логічні контролери.
Типова послідовність команд з програми для 1-бітової архітектури може бути:
- Завантажувати цифровий вхід 1 в 1-бітовий регістр;
- АБО значення в 1-бітовому регістрі зі входом 2, залишаючи результат в регістрі;
- Записати значення в 1-бітовому регістрі на виході 1.

Однобітові процесори зараз можна вважати застарілими: не багато видів були вироблені (MC14500B і WDR-1 з відомих), і жоден, як відомо, не є доступними в будь-якому магазині комп'ютерних компонент (за винятком, станом на 2014 рік, кількох на eBay).

## Зовнішні посилання
- WDR-1-Bit Computer [Архівовано 20 травня 2017 у Wayback Machine.]